# Forstrand
Forstranden kaldes den del af stranden, som falder tør ved ebbe og overskylles ved flod. For søers og floders vedkommende bruger man ordet bredden.
Historisk har forstranden været defineret som det område, der ligger mellem havstokken (der hvor havet møder landet) og det sted, hvor skib eller gods er "let", dvs. kan flyde uden at gå på grund - en definition med baggrund i, at alt gods, som er "let" pr. definition ikke er strandet, mens gods, der har taget bunden er strandet og dermed tilhører den, der har strandretten.

## Note
1. ↑  Nielsen & Nielsen, s. 2, 176